# 丹尼斯·蘇利文
丹尼斯·帕內爾·蘇利文（英語：Dennis Parnell Sullivan，1941年2月12日—），美國數學家。他在拓扑學（代數拓扑及幾何拓扑）以及動力系統理論方面的研究頗有建樹。他是紐約市立大學研究生院的阿爾伯特·愛因斯坦講座教授，也是紐約州立大學石溪分校的教授，2022年获得阿贝尔奖。

## 拓扑學方面的工作
他在1963年從萊斯大學數學系畢業，1966年在普林斯頓大學獲得數學博士學位。他的博士論文《Triangulating Homotopy Equivalences》是在威廉·布勞德指導下完成的。1974至1977年，蘇利文在法國高等科學研究所擔任研究員。

## 動力系統方面的工作
1987年，蘇利文與伯顿·罗丁使用圆盘填充方法證明了威廉·瑟斯顿關於黎曼映射逼近的猜想。

## 榮譽
- 奥斯瓦尔德·维布伦几何学奖（1971）
- 美国国家科学奖章（2004）
- 勒罗伊·斯蒂尔奖（2006）
- 沃尔夫奖（2010）
- 巴尔赞奖（2014）
- 阿贝尔奖（2022）

## 出版物
- Sullivan, Dennis, , Publ. I.H.E.S., 1977, 47: 269–331  [2011-08-11], MR 0646078, （原始内容存档于2007-05-03）

## 參照
1. ↑  Phillips, Anthony, , Takhtadzhi͡a︡n, Leon Armenovich  (编), , Providence: AMS Bookstore: xiii, 2005  [2011-08-11], ISBN 0821836668, （原始内容存档于2020-08-01）.
2. ↑  . abelprize.no.   [2022-03-23]. （原始内容存档于2022-03-23）.
3. ↑  . 中国工业与应用数学学会. 2022-03-24  [2022-03-27]. （原始内容存档于2022-04-01）.
4. ↑  韩扬眉. . 科学网. 2022-03-23  [2022-03-27]. （原始内容存档于2022-04-14）.
5. ↑  Chang, Kenneth. . The New York Times. 2022-03-23  [2022-03-23]. （原始内容存档于2022-03-23）.
6. ↑  Dennis Sullivan在數學譜系計畫的資料。
7. ↑  . Stony Brook University. 2022-03-23  [2022-03-23]. （原始内容存档于2022-03-24）.
8. ↑  . Institut des Hautes Études Scientifiques.   [2022-03-23]. （原始内容存档于2021-11-22）.
9. ↑  Burt Rodin; Dennis Sullivan. . 微分几何学杂志. 1987-01, 26 (2): 349–360. ISSN 0022-040X. S2CID 26957547. Zbl 0694.30006. doi:10.4310/JDG/1214441375. Wikidata Q111370596 （英语）.

## 外部連結
- 丹尼斯·蘇利文在數學譜系計畫的資料。
- Sullivan's homepage at CUNY（页面存档备份，存于）
- Sullivan's homepage at SUNY Stony Brook（页面存档备份，存于）